# New Wardour Castle

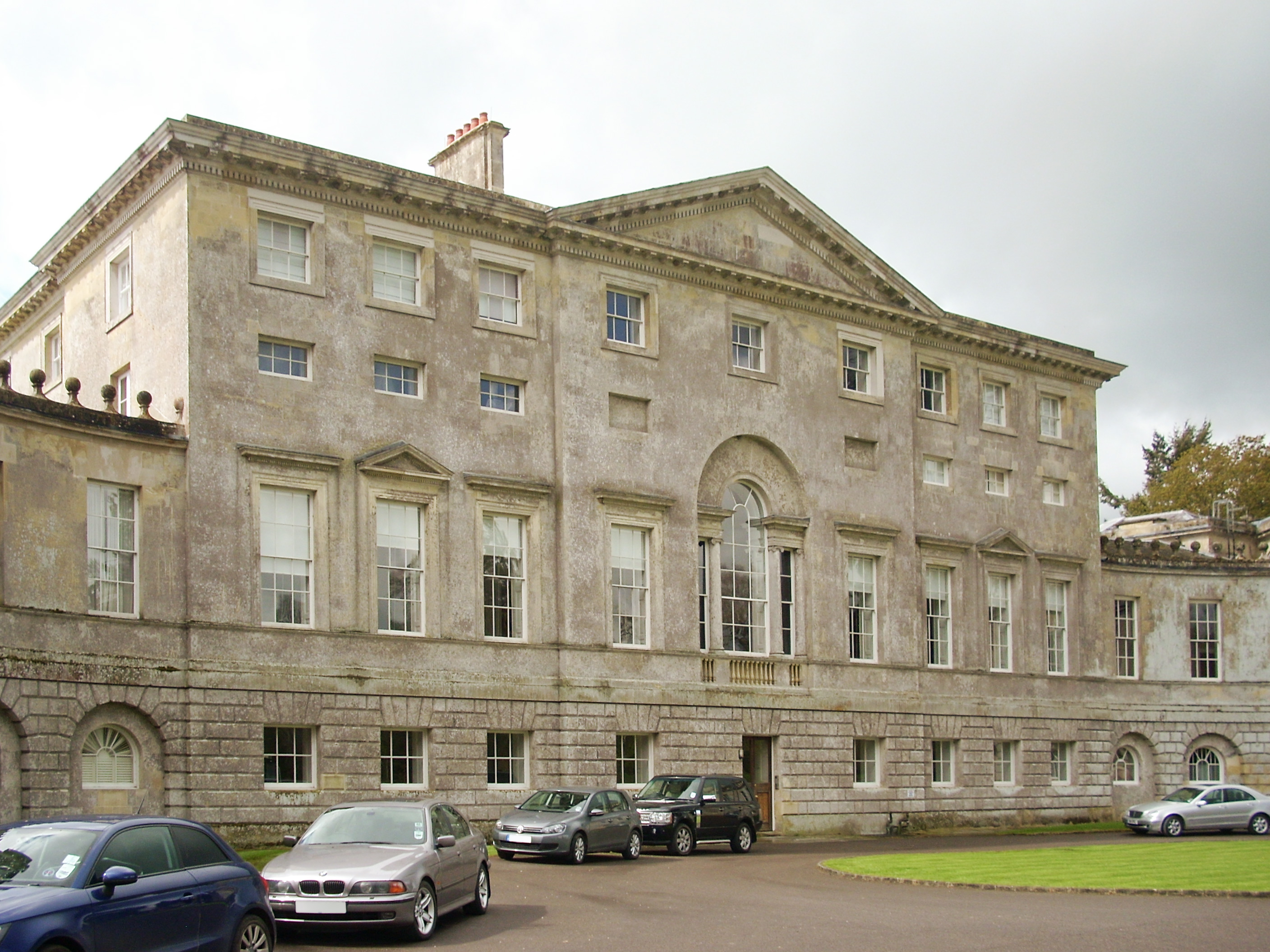
Eingangsfassade von New Wardour Castle

New Wardour Castle ist ein Landhaus in der Siedlung Wardour bei Tisbury in der englischen Grafschaft Wiltshire. Das Haus ist vom Architekten James Paine im Stil des Palladianismus für die Familie Arundell errichtet und Giacomo Quarenghi, der wichtigste Architekt der russischen Metropole Sankt Petersburg, brachte einige Zubauten an.
Der Bau des Hauses begann 1769 und war 1776 fertiggestellt; in den 1970er- und 1980er-Jahren wurden noch zusätzliche Gebäude errichtet. Von 1961 bis 1990 war dort die Cranborne Chase School, ein privates Internat für Mädchen, untergebracht.
New Wardour Castle ist etwa 2,4 km von Old Wardour Castle entfernt, das als Folly im Park des neuen Hauses stehengelassen wurde. Dies war das frühere Domizil der Familie Arundell, bevor es im englischen Bürgerkrieg geschleift wurde.

## Gebäudestruktur

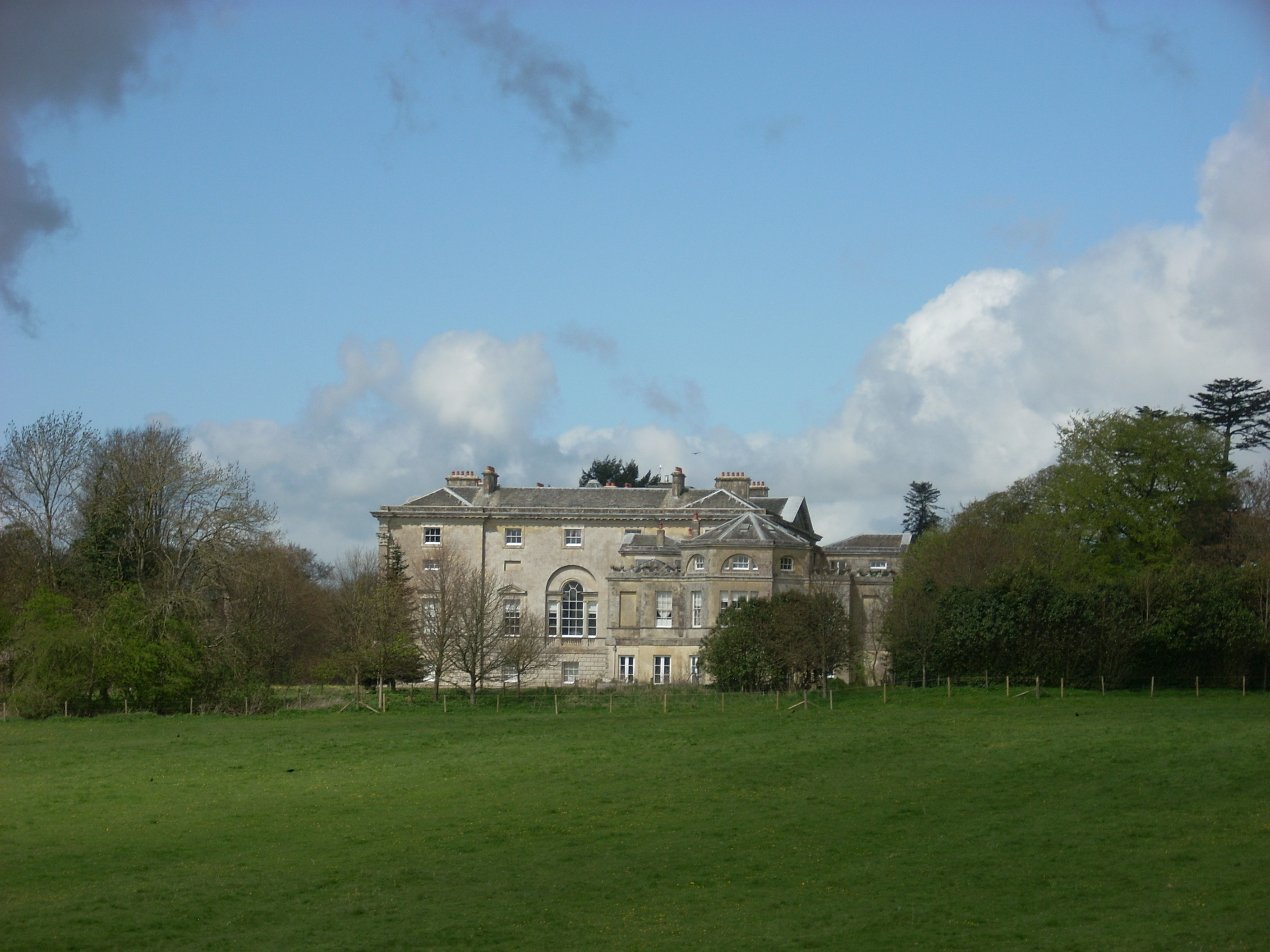
New Wardour Castle

Das Gebäude wurde aus Kalkstein-Werkstein errichtet und das Walmdach mit walisischem Schiefer eingedeckt. Es besteht aus einem Hauptblock mit quadratischem Grundriss und flankierenden Pavillons. Die Nordfassade hat ein rustiziertes Erdgeschoss, eine Beletage im Obergeschoss und darüber ein Mezzanin und ein Dachgeschoss.
Zum Haus gehört auch eine katholische Kapelle und ein seltenes Rotundentreppenhaus. Es gibt viele Deckengemälde und schmucke offene Kamine, typisch für die damalige Zeit.

## Rotundentreppenhaus
Das Rotundentreppenhaus wurde von James Paine entworfen und hat einen Durchmesser von 44 Metern.
Das Erdgeschoss unter dem Treppenhaus ist mit schwarzem und weißem Marmor ausgestattet und hat Zugänge von Norden und von Süden sowie schwingende Treppenfluchten auf beiden Seiten. Die Treppen können manchmal mit Glaslaternen und einem Treppenteppich ausgestattet sein.
Das Obergeschoss hat einen hölzernen Boden und römische Säulen, die bis zur Gewölbedecke reichen. Die umgebende Balustrade ist aus schönem Schmiedeeisen mit vergoldeten Blumen gefertigt und hat einen hölzernen Handlauf. Vom Obergeschoss führen vier schöne Alkoven mit hohen Holztüren weg.
Ebenfalls im Obergeschoss befindet sich eine Orgel in Holz, Elfenbein und Gold.
Die Decke besteht aus einem hohen, kreisrunden Dom mit Fenster in der Mitte, das mit Reliefen von Musikinstrumenten dekoriert ist.

## Allerheiligenkapelle
Die katholische Kapelle, die zum Haus gehörte und darin integriert ist, heißt Allerheiligenkapelle. Sie wurde 1788 für Henry Arundell, 8. Baron Arundell of Wardour, nach Plänen von John Soane erweitert. Bereits von Beginn an diente sie den Bedürfnissen einer großen, örtlichen Gemeinde von Katholiken und es gibt dort immer noch regelmäßige Sonntagsmessen. Wegen ihrer außergewöhnlichen Akustik finden in der Kapelle auch manchmal Konzerte statt. Das Eigentum an der Kapelle wurde in den 1980er-Jahren an den Wardour Chapel Trust transferiert. Die Unterhaltung dieses historischen Bauwerk I. Grades wird ausschließlich aus Spenden finanziert.

## Park und Garten
Einen Vorschlag zur Gestaltung des Parks unterbreitete Richard Woods 1764, aber er erwies sich als zu teuer und wurde daher 1773 von George Ingham überarbeitet. Capability Brown wurde dann beauftragt und veranlasste umfangreiche Erdarbeiten und Baumpflanzungen, die 1775–1783 durchgeführt wurden.
In den heutigen Gärten finden sich eine Ha-Ha, ein eingefriedeter Garten mit Swimmingpool und ein Kamelienhaus. Es gibt einen langen Fahrweg, der vorbei an der sechseckigen Hütte hinauf zur Rückseite des Landhauses und der Kapelle führt.
Es gibt auch einen Tempel, der als Folly in einem besonderen Teil des Gartens namens Temple Garden gebaut wurde.

## Jüngste Geschichte
Nach dem Tod von John Francis, dem 16. und letzten Lord Arundell of Wardour, im Jahre 1944 wurde das Landhaus an die Cranborne Chase School vermietet. Die Schule ließ neuen Klassenräume, Einzelschlafräume und eine Erweiterung des Speisezimmers an der Südostseite des Haupthauses anlegen und zusätzlich drei Häuser für das Personal westlich davon errichten.
Die Schule schloss endgültig 1990 ihre Pforten. 1992 wurde das Landhaus zusammen mit fünf Hütten, sechs Tennisplätzen und einem Swimmingpool im eingefriedeten Garten für unter £ 1 Mio. an Nigel Tuersley verkauft und von John Pawson in zehn Luxusappartements umgewandelt. Tuersley lebt in Appartement Nr. 1, das die beiden Hauptgeschosse des zentralen Blocks umfasst. Die Zubauten und Wohnhäuser, die die Schule hatte errichten lassen, wurden größtenteils abgerissen.
2009 kaufte Jasper Conran das Haus, um zum Teil dort und zum Teil in Ven House zu wohnen.
English Heritage hat New Wardour Castle als historisches Bauwerk I. Grades gelistet, das Anwesen als II*. Grad.

## In Film und Fernsehen
1988 wurde die Fernsehminiserie ‘’First Born’’ im New Wardour Castle gedreht und 2000 der Film Billy Elliot – I Will Dance.

## Galeriebilder

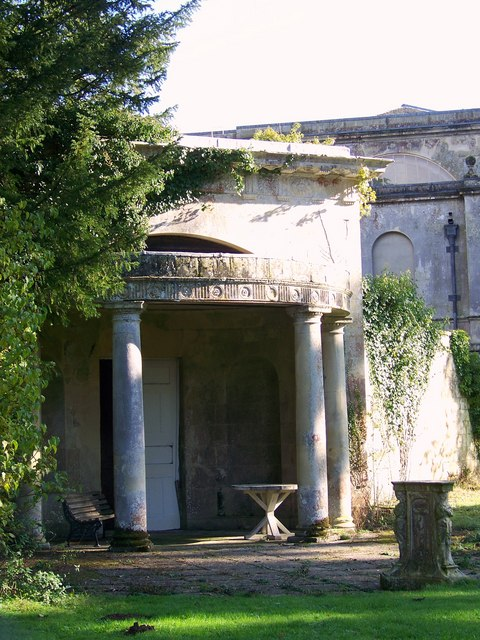
Milchverarbeitungsraum im Temple Garden
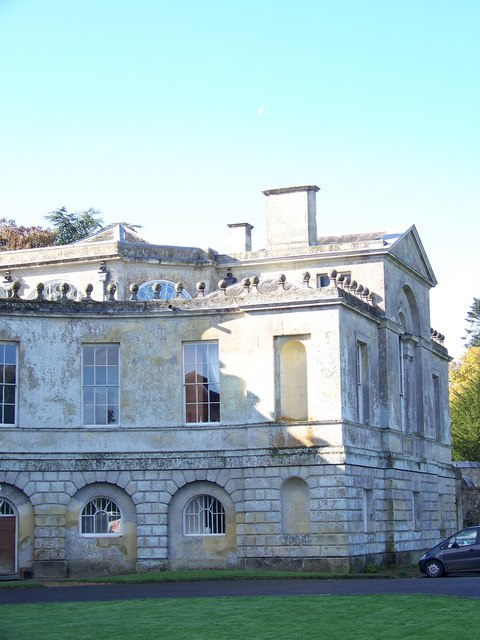
Ein Flügel des Landhauses
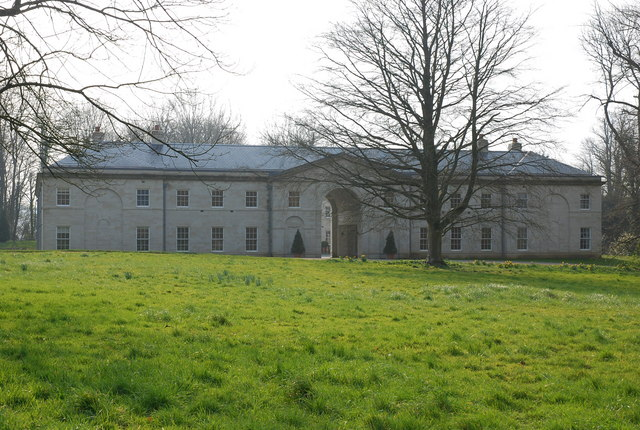
Stallungen
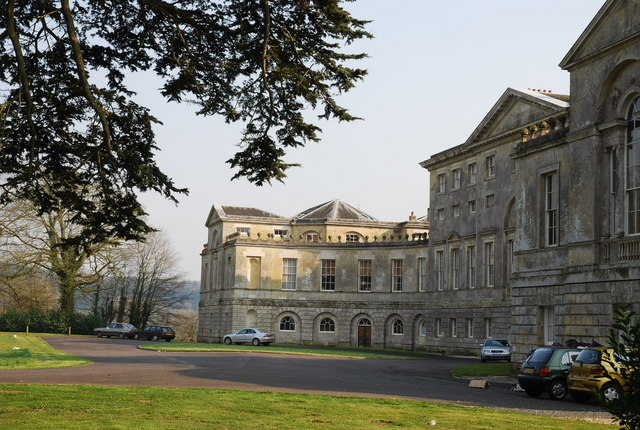
Hauptfassade